# Tensa
Tensa é uma vila no distrito de Sundargarh, no estado indiano de Orissa.

## Demografia
Segundo o censo de 2001, Tensa tinha uma população de 4236 habitantes. Os indivíduos do sexo masculino constituem 53% da população e os do sexo feminino 47%. Tensa tem uma taxa de literacia de 68%, superior à média nacional de 59.5%: a literacia no sexo masculino é de 75% e no sexo feminino é de 61%. Em Tensa, 12% da população está abaixo dos 6 anos de idade.